# Canton de Vallespir-Albères
Pour les articles homonymes, voir Vallespir et Albère.
Le canton de Vallespir-Albères  est une circonscription électorale française du département des Pyrénées-Orientales créée par le décret du 26 février 2014 et entrée en vigueur lors des premières élections départementales suivant la publication du décret.

## Histoire
Un nouveau découpage cantonal des Pyrénées-Orientales entre en vigueur à l'occasion des élections départementales de 2015. Il est défini par le décret du 26 février 2014, en application des lois du 17 mai 2013 (loi organique 2013-402 et loi 2013-403). Les conseillers départementaux sont, à compter de ces élections, élus au scrutin majoritaire binominal mixte. Les électeurs de chaque canton élisent au Conseil départemental, nouvelle appellation du Conseil général, deux membres de sexe différent, qui se présentent en binôme de candidats. Les conseillers départementaux sont élus pour 6 ans au scrutin binominal majoritaire à deux tours, l'accès au second tour nécessitant 12,5 % des inscrits au 1er tour. En outre la totalité des conseillers départementaux est renouvelée. Ce nouveau mode de scrutin nécessite un redécoupage des cantons dont le nombre est divisé par deux avec arrondi à l'unité impaire supérieure si ce nombre n'est pas entier impair, assorti de conditions de seuils minimaux. Dans les Pyrénées-Orientales, le nombre de cantons passe ainsi de 31 à 17.
Le nouveau canton de Vallespir-Albères est formé de communes des anciens cantons de Céret (8 communes) et d'Argelès-sur-Mer (5 communes). Il est entièrement inclus dans l'arrondissement de Céret. Le bureau centralisateur est situé à Céret.

## Représentation
| Période élective | Période élective | Mandat | Mandat   | Identité        | Nuance | Nuance | Qualité |
| ---------------- | ---------------- | ------ | -------- | --------------- | ------ | ------ | --- |
| 2015             | 2021             | 2015   | 2021     | Robert Garrabé  |        | PS     | Inspecteur principal des finances publiques retraité Maire de Saint-Jean-Pla-de-Corts (depuis 1989) Conseiller général du canton de Céret (2001-2015) Vice-président du Conseil départemental |
| 2015             | 2021             | 2015   | 2021     | Martine Rolland |        | PS     | Assistante maternelle Conseillère générale du canton d'Argelès-sur-Mer (2012-2015) Vice-présidente du Conseil départemental                                                                   |
| 2021             | 2028             | 2021   | en cours | Robert Garrabé  |        | PS     | Conseiller sortant, 3ème Vice-Président du conseil départemental |
| 2021             | 2028             | 2021   | en cours | Martine Rolland |        | PS     | Conseillère sortante |

### Résultats détaillés

#### Élections de mars 2015
À l'issue du 1er tour des élections départementales de 2015, deux binômes sont en ballottage : Robert Garrabé et Martine Rolland (PS, 34,9 %) et Gaële Lehembre et Stéphane Massanell (FN, 29,19 %). Le taux de participation est de 54,59 % (13 179 votants sur 24 140 inscrits) contre 55,72 % au niveau départemental et 50,17 % au niveau national.
Au second tour, Robert Garrabé et Martine Rolland (PS) sont élus avec 57,85 % des suffrages exprimés et un taux de participation de 57,14 % (7 222 voix pour 13 793 votants et 24 140 inscrits).

#### Élections de juin 2021
Le premier tour des élections départementales de 2021 est marqué par un très faible taux de participation (33,26 % au niveau national). Dans le canton de Vallespir-Albères, ce taux de participation est de 36,33 % (9 036 votants sur 24 873 inscrits) contre 35,53 % au niveau départemental. À l'issue de ce premier tour, deux binômes sont en ballottage : Robert Garrabé et Martine Rolland (PS, 40,19 %) et Laura Chretien et Thomas Sergeant-Gilbert (RN, 24,84 %).
Le second tour des élections est marqué une nouvelle fois par une abstention massive équivalente au premier tour. Les taux de participation sont de 34,36 % au niveau national, 38,03 % dans le département et 37,81 % dans le canton de Vallespir-Albères. Robert Garrabé et Martine Rolland (PS) sont élus avec 64,28 % des suffrages exprimés (5 670 voix pour 9 406 votants et 24 878 inscrits),,.

## Composition
Le nouveau canton de Vallespir-Albères comprend treize communes entières.
| Nom                           | Code Insee | Intercommunalité                                       | Superficie (km2) | Population (dernière pop. légale) | Densité (hab./km2) | Modifier                                    |
| ----------------------------- | ---------- | ------------------------------------------------------ | ---------------- | --------------------------------- | ------------------ | ------------------------------------------- |
| Céret (bureau centralisateur) | 66049      | CC du Vallespir                                        | 37,86            | 7 544 (2022)                      | 199                | modifier les données · modifier les données |
| L'Albère                      | 66001      | CC du Vallespir                                        | 17,10            | 63 (2022)                         | 3,7                | modifier les données · modifier les données |
| Le Boulou                     | 66024      | CC du Vallespir                                        | 14,42            | 5 396 (2022)                      | 374                | modifier les données · modifier les données |
| Les Cluses                    | 66063      | CC du Vallespir                                        | 8,91             | 258 (2022)                        | 29                 | modifier les données · modifier les données |
| Laroque-des-Albères           | 66093      | CC des Albères, de la Côte Vermeille et de l'Illibéris | 20,51            | 2 245 (2022)                      | 109                | modifier les données · modifier les données |
| Maureillas-las-Illas          | 66106      | CC du Vallespir                                        | 42,10            | 2 859 (2022)                      | 68                 | modifier les données · modifier les données |
| Montesquieu-des-Albères       | 66115      | CC des Albères, de la Côte Vermeille et de l'Illibéris | 17,06            | 1 283 (2022)                      | 75                 | modifier les données · modifier les données |
| Le Perthus                    | 66137      | CC du Vallespir                                        | 4,27             | 565 (2022)                        | 132                | modifier les données · modifier les données |
| Saint-Génis-des-Fontaines     | 66175      | CC des Albères, de la Côte Vermeille et de l'Illibéris | 9,90             | 2 985 (2022)                      | 302                | modifier les données · modifier les données |
| Saint-Jean-Pla-de-Corts       | 66178      | CC du Vallespir                                        | 10,62            | 2 283 (2022)                      | 215                | modifier les données · modifier les données |
| Sorède                        | 66196      | CC des Albères, de la Côte Vermeille et de l'Illibéris | 34,54            | 3 500 (2022)                      | 101                | modifier les données · modifier les données |
| Villelongue-dels-Monts        | 66225      | CC des Albères, de la Côte Vermeille et de l'Illibéris | 11,55            | 1 917 (2022)                      | 166                | modifier les données · modifier les données |
| Vivès                         | 66233      | CC du Vallespir                                        | 11,07            | 182 (2022)                        | 16                 | modifier les données · modifier les données |
| Canton de Vallespir-Albères   | 6617       |                                                        | 239,91           | 31 080 (2022)                     | 130                | modifier les données                        |

## Démographie
En 2022, le canton comptait 31 080 habitants, en évolution de +2,75 % par rapport à 2016 (Pyrénées-Orientales : +3,92 %, France hors Mayotte : +2,11 %).
| 2013   | 2018   | 2022   |
| ------ | ------ | ------ |
| 29 795 | 30 324 | 31 080 |